# Leah Hayes
Leah Hayes (21 de octubre de 2005) es una deportista estadounidense que compite en natación. Ganó una medalla de bronce en el Campeonato Mundial de Natación de 2022, en la prueba de 200 m estilos.

## Palmarés internacional
| Campeonato Mundial | Campeonato Mundial | Campeonato Mundial | Campeonato Mundial |
| Año                | Lugar              | Medalla            | Prueba             |
| ------------------ | ------------------ | ------------------ | ------------------ |
| 2022               | Budapest (Hungría) | Medalla de bronce  | 200 m estilos      |